# Christoph Svoboda
Christoph Svoboda (* 16. April 1990 in St. Pölten) ist ein österreichischer Handballspieler.

## Karriere
Der gebürtige St. Pöltner begann seine aktive Profi-Karriere 2009 beim ULZ Schwaz. Davor war er für den UHK Krems in diversen Jugendligen aktiv.
Zu Beginn der Saison 2013/14 wechselte er wieder zurück zu seinem Jugendverein dem UHK Krems. Bereits ein Jahr später läuft der 1,98 Meter große Rückraumspieler für Union St. Pölten auf, nachdem der Verein in die Handball Liga Austria aufgestiegen ist.

## Erfolge
- 1× Österreichischer Pokalsieger (mit dem ULZ Schwaz)